# Phaestus nigriventris
Phaestus nigriventris är en stekelart som beskrevs av Per Abraham Roman 1937. Phaestus nigriventris ingår i släktet Phaestus och familjen brokparasitsteklar. Arten är reproducerande i Sverige. Inga underarter finns listade i Catalogue of Life.